# 130229 Igorlazbin
130229 Igorlazbin este o planetă minoră (asteroid), cu un diametru de 4,525 km, din centura de asteroizi. A fost descoperită pe 30 ianuarie 2000 la Catalina Station⁠(d) de Catalina Sky Survey. 
Obiectul prezintă o orbită caracterizată de o semiaxă mare de 3,1138272820731 UAi, o excentricitate de 0,13, o înclinație de 3 ° în raport cu ecliptica.